# 19e Satellite Awards
De uitreiking van de 19e Satellite Awards, waarbij prijzen werden uitgereikt in verschillende categorieën voor film en televisie uit het jaar 2014, vond plaats in Los Angeles op zondag 15 februari 2015.

## Film - nominaties en winnaars
De nominaties werden bekendgemaakt op 1 december 2014.

### Beste film
- Birdman
  - Boyhood
  - Gone Girl
  - The Grand Budapest Hotel
  - The Imitation Game
  - Love Is Strange
  - Mr. Turner
  - Selma
  - The Theory of Everything
  - Whiplash

### Beste regisseur
- Richard Linklater – Boyhood
  - Damien Chazelle – Whiplash
  - Ava DuVernay – Selma
  - David Fincher – Gone Girl
  - Alejandro González Iñárritu – Birdman
  - Morten Tyldum – The Imitation Game

### Beste actrice
- Julianne Moore – Still Alice
  - Marion Cotillard – Deux jours, une nuit
  - Anne Dorval – Mommy
  - Felicity Jones – The Theory of Everything
  - Gugu Mbatha-Raw – Belle
  - Rosamund Pike – Gone Girl
  - Reese Witherspoon – Wild

### Beste acteur
- Michael Keaton – Birdman
  - Steve Carell – Foxcatcher
  - Benedict Cumberbatch – The Imitation Game
  - Jake Gyllenhaal – Nightcrawler
  - David Oyelowo – Selma
  - Eddie Redmayne – The Theory of Everything
  - Miles Teller – Whiplash

### Beste actrice in een bijrol
- Patricia Arquette – Boyhood
  - Laura Dern – Wild
  - Keira Knightley – The Imitation Game
  - Emma Stone – Birdman
  - Tilda Swinton – Snowpiercer
  - Katherine Waterston – Inherent Vice

### Beste acteur in een bijrol
- J.K. Simmons – Whiplash
  - Robert Duvall – The Judge
  - Ethan Hawke – Boyhood
  - Edward Norton – Birdman
  - Mark Ruffalo – Foxcatcher
  - Andy Serkis – Dawn of the Planet of the Apes

### Beste niet-Engelstalige film
- Mandariinid -
  - Gett: Le process de Viviane Amsalem --
  - Ida 
  - Turist 
  - Leviathan 
  - Mikra Anglia 
  - Mommy 
  - Timbuktu -
  - Deux jours, une nuit --
  - Relatos salvajes

### Beste geanimeerde of mixed media film
- Song of the Sea
  - Big Hero 6
  - The Book of Life
  - The Boxtrolls
  - How to Train Your Dragon 2
  - The Lego Movie
  - Arrugas

### Beste documentaire
- Citizenfour
  - Afternoon of a Faun: Tanaquil Le Clercq
  - Art and Craft
  - Finding Vivian Maier
  - Glen Campbell: I'll Be Me
  - Jodorowsky's Dune
  - Keep On Keepin' On
  - Magician: The Astonishing Life and Work of Orson Welles
  - Red Army
  - Virunga

### Beste origineel script
- Nightcrawler – Dan Gilroy
  - Birdman – Alejandro González Iñárritu, Nicolás Giacobone, Alexander Dinelaris jr., Armando Bo
  - Boyhood – Richard Linklater
  - The Lego Movie – Phil Lord & Christopher Miller
  - Love Is Strange – Ira Sachs & Mauricio Zacharias
  - Selma – Ava DuVernay & Paul Webb

### Beste bewerkte script
- The Imitation Game – Graham Moore
  - American Sniper – Jason Hall
  - Gone Girl – Gillian Flynn
  - Inherent Vice – Paul Thomas Anderson
  - The Theory of Everything – Anthony McCarten
  - Wild – Cheryl Strayed & Nick Hornby

### Beste soundtrack
- Birdman – Antonio Sánchez
  - The Imitation Game – Alexandre Desplat
  - Fury – Steven Price
  - Gone Girl – Trent Reznor & Atticus Ross
  - Interstellar – Hans Zimmer
  - The Judge – Thomas Newman

### Beste filmsong
- "We Will Not Go" – Virunga
  - "Everything is Awesome" – The Lego Movie
  - "I'll Get You What You Want (Cockatoo in Malibu)" – Muppets Most Wanted
  - "I’m Not Gonna Miss You" – Glen Campbell: I'll Be Me
  - "Split the Difference" – Boyhood
  - "What Is Love" – Rio 2

### Beste cinematografie
- Mr. Turner – Dick Pope
  - Birdman – Emmanuel Lubezki
  - Gone Girl – Jeff Cronenweth
  - Inherent Vice – Robert Elswit
  - Interstellar – Hoyte van Hoytema
  - The Theory of Everything – Benoît Delhomme

### Beste visuele effecten
- Dawn of the Planet of the Apes – Dan Lemmon, Joe Letteri, Matt Kutcher
  - Guardians of the Galaxy – Stephane Ceretti
  - Interstellar – Andrew Lockley, Ian Hunter, Paul Franklin, Scott Fisher
  - Into the Woods – Christian Irles, Matt Johnson, Stefano Pepin
  - Noah – Ben Snow, Burt Dalton, Dan Schrecker, Marc Chu
  - Transformers: Age of Extinction – John Frazier, Patrick Tubach, Scott Benza, Scott Farrar

### Beste montage
- Dawn of the Planet of the Apes – Stan Salfas & William Hoy
  - American Sniper – Gary Roach & Joel Cox
  - Birdman – Douglas Crise & Stephen Mirrione
  - Boyhood – Sandra Adair
  - Fury – Dody Dorn & Jay Cassidy
  - The Imitation Game – William Goldenberg

### Beste geluidseffecten
- Whiplash – Ben Wilkins, Craig Mann, Thomas Curley
  - Gone Girl – Ren Klyce & Steve Cantamessa
  - Into the Woods – Blake Leyh, John Casali, Michael Keller, Michael Prestwood Smith, Renee Tondelli
  - Noah – Craig Henighan, Ken Ishii, Skip Lievsay
  - Snowpiercer – Anna Behlmer, Mark Holding, Taeyoung Choi, Terry Porter
  - Transformers: Age of Extinction – Erik Aadahl, Ethan Van Der Ryn, Peter J. Devlin

### Beste artdirection
- The Grand Budapest Hotel – Adam Stockhausen, Anna Pinnock, Stephan Gessler
  - Birdman – George DeTitta, Jr., Kevin Thompson, Stephen H. Carter
  - Fury – Andrew Menzies & Peter Russell
  - The Imitation Game – Maria Djurkovic & Nick Dent
  - Maleficent – Dylan Cole, Frank Walsh, Gary Freeman
  - Noah – Debra Schutt & Mark Friedberg

### Beste kostuums
- The Grand Budapest Hotel – Milena Canonero
  - Belle – Anushia Nieradzik
  - Into the Woods – Colleen Atwood
  - Maleficent – Anna B. Sheppard
  - Noah – Michael Wilkinson
  - Saint Laurent – Anais Romand

### Beste rolbezetting
- Into the Woods – Meryl Streep, Emily Blunt, James Corden, Anna Kendrick, Chris Pine, Johnny Depp, Lilla Crawford, Daniel Huttlestone, Mackenzie Mauzy, Tracey Ullman, Christine Baranski, Tammy Blanchard, Lucy Punch, Billy Magnussen, Frances de la Tour

## Televisie - nominaties en winnaars

### Beste dramaserie
- The Knick
  - The Affair
  - The Fall
  - Fargo
  - Halt and Catch Fire
  - Hannibal
  - House of Cards
  - True Detective

### Beste komische of muzikale serie
- Transparent
  - Alpha House
  - The Big Bang Theory
  - Brooklyn Nine-Nine
  - Louie
  - Orange Is the New Black
  - Silicon Valley
  - Veep

### Beste miniserie
- Olive Kitteridge
  - 24: Live Another Day
  - Endeavour
  - Fleming: The Man Who Would Be Bond
  - Happy Valley
  - The Honourable Woman
  - The Spoils of Babylon
  - The Roosevelts
  - Sherlock

### Beste televisiefilm
- Return to Zero
  - The Gabby Douglas Story
  - The Normal Heart
  - Turks & Caicos
  - The Trip to Bountiful

### Beste genre-serie
- Penny Dreadful
  - American Horror Story: Freak Show
  - Game of Thrones
  - Grimm
  - The Leftovers
  - Sleepy Hollow
  - The Strain
  - The Walking Dead

### Beste actrice in een dramaserie
- Keri Russell – The Americans als Elizabeth Jennings (Nadezhda)
  - Gillian Anderson – The Fall als Stella Gibson
  - Lizzy Caplan – Masters of Sex als Virginia E. Johnson
  - Eva Green – Penny Dreadful als Vanessa Ives
  - Tatiana Maslany – Orphan Black als verschillende personages
  - Julianna Margulies – The Good Wife als Alicia Florrick
  - Ruth Wilson – The Affair als Alison Lockhart
  - Robin Wright – House of Cards als Claire Underwood

### Beste acteur in een dramaserie
- Clive Owen – The Knick als Dr. John "Thack" Thackery
  - Billy Bob Thornton – Fargo als Lorne Malvo
  - Charlie Hunnam – Sons of Anarchy als Jax Teller
  - Martin Freeman – Fargo als Lester Nygaard
  - Woody Harrelson – True Detective als Detective Martin "Marty" Hart
  - Mads Mikkelsen – Hannibal als Hannibal Lecter
  - Lee Pace – Halt and Catch Fire als Joe MacMillan

### Beste actrice in een komische of muzikale serie
- Mindy Kaling – The Mindy Project als Mindy Lahiri
  - Zooey Deschanel – New Girl als Jessica "Jess" Day
  - Edie Falco – Nurse Jackie als Jackie Payton
  - Julia Louis-Dreyfus – Veep als president Selina Meyer
  - Emmy Rossum – Shameless als Fiona Gallagher
  - Taylor Schilling – Orange Is the New Black als Piper Chapman

### Beste acteur in een komische of muzikale serie
- Jeffrey Tambor – Transparent als  Mort/Maura
  - Louis C.K. – Louie als Louie
  - John Goodman – Alpha House als senator Gil John Biggs
  - William H. Macy – Shameless als Frank Gallagher
  - Thomas Middleditch – Silicon Valley als Richard Hendriks
  - Jim Parsons – The Big Bang Theory als Dr. Sheldon Cooper

### Beste actrice in een televisiefilm of miniserie
- Frances McDormand – Olive Kitteridge als Olive Kitteridge
  - Maggie Gyllenhaal – The Honourable Woman als Nessa Stein
  - Sarah Lancashire – Happy Valley als Catherine Cawood
  - Cicely Tyson – The Trip to Bountiful als Carrie Watts
  - Kristen Wiig – The Spoils of Babylon als Cynthia Morehouse

### Beste acteur in een televisiefilm of miniserie
- Mark Ruffalo – The Normal Heart als Alexander "Ned" Weeks
  - Dominic Cooper – Fleming: The Man Who Would Be Bond als Ian Fleming
  - Richard Jenkins – Olive Kitteridge als Henry Kitteridge
  - Stephen Rea – The Honourable Woman als Sir Hugh Hayden-Hoyle
  - David Suchet – Agatha Christie's Poirot als Hercule Poirot
  - Kiefer Sutherland – 24: Live Another Day als Jack Bauer

### Beste actrice in een bijrol in een serie, miniserie of televisiefilm
- Sarah Paulson – American Horror Story: Freak Show als Bette en Dot Tattler
  - Ann Dowd – The Leftovers als Patti Levin
  - Zoe Kazan – Olive Kitteridge als Denise Thibodeau
  - Michelle Monaghan – True Detective als Maggie Hart
  - Allison Tolman – Fargo als Deputy Molly Solverson
  - Nicola Walker – Last Tango in Halifax als Gillian

### Beste acteur in een bijrol in een serie, miniserie of televisiefilm
- Rory Kinnear – Penny Dreadful als Caliban
  - Matt Bomer – The Normal Heart als Felix Turner
  - Peter Dinklage – Game of Thrones als Tyrion Lannister
  - Christopher Eccleston – The Leftovers als Matt Jamison
  - Andre Holland – The Knick als Dr. Algernon Edwards
  - Jimmy Smits – Sons of Anarchy als Nero Padilla